# Divinefire
Divinefire, finsko-švedski kršćanski metal sastav.

## Povijest
Osnovala su ga u proljeće 2004. trojica glazbenika: vokalist Christian Rivel, finski skladatelj i bubnjar/klavijaturist Jani Stefanovic te basist Andreas Olsson. U međuvremenu se sastav proširio u sekstet da bi mogli izvoditi vigorozni neoklasični metal uživo. Christian Rivel je otprije poznat iz sastava Narnia i njegove diskografske etikete Rivel Records. Prvi album Glory Thy Name objavili su koncem 2004./početkom 2005. u Japanu, a zatim u Europi. Dana 28. studenoga 2005. objavili su drugi album Hero. 2006. godine objavili su album  Into A New Dimension . Godine 2008. album Farewell i 2011. Eye Of The Storm.

## Diskografija

### Studijski albumi
Studijski albumi:
- Glory Thy Name, Rivel Records (Švedska), Nexus (Japan), Metal Heaven (ostatak Europe), Mystic Empire (Rusija), 2004.
- Hero, Rivel Records (Švedska), Nexus (Japan), Metal Heaven (ostatak Europe), Mystic Empire (Rusija), 2005.
- Into A New Dimension , Rivel Records (Švedska), Nexus (Japan), 2006.
- Farewell, CM Sweden, Rivel Records (Švedska), Nexus (Japan), 2008.
- Eye Of The Storm , Liljegren Records (Švedska), Nexus, Seven Seas (Japan), 2011.

## Članovi
Članovi:
- Christian Rivel - vokal
- Patrik Gardberg - vodeća gitara
- Andreas Olsson - bas-gitara
- Anders Berlin - klavijature
- Jani Stefanovic - bubnjevi, klavijature
- Andreas Johansson bubnjevi
- Christian Liljegren
- Germán Pascual

## Vanjske poveznice
- Službene stranice
- Metal Heaven
- Discogs
- Musicbrainz
- Allmusic
- LyricFandom  Arhivirana inačica izvorne stranice od 12. travnja 2020. (Wayback Machine)